# Euphilomedes sordidus
Euphilomedes sordidus is een mosselkreeftjessoort uit de familie van de Philomedidae. De wetenschappelijke naam van de soort is voor het eerst geldig gepubliceerd in 1890 door Müller.